# Screem Writers Guild
Screem Writers Guild è l'undicesimo album in studio del gruppo musicale finlandese Lordi, pubblicato nel 2023.

## Tracce
1. Dead Again Jayne – 4:33 (testo: Mr Lordi, Tracy Lipp – musica: Mr Lordi, Mana)
2. SCG XVIII: Nosferuiz Horror Show – 1:04 (testo: Mr Lordi, Tracy Lipp, Ralph Ruiz – musica: Mr Lordi)
3. Unliving Picture Show – 3:47 (testo: Mr Lordi, Tracy Lipp – musica: Mr Lordi)
4. Inhumanoid – 3:43 (testo: Mr Lordi, Tracy Lipp – musica: Mr Lordi, Kone)
5. Thing in the Cage – 5:13 (testo: Mr Lordi, Tracy Lipp – musica: Mr Lordi)
6. Vampyro Fang Club – 4:15 (testo: Mr Lordi, Tracy Lipp – musica: Mr Lordi)
7. The Bride – 4:08 (testo: Mr Lordi, Tracy Lipp – musica: Mr Lordi)
8. Lucyfer Prime Evil – 4:48 (testo: Mr Lordi, Tracy Lipp – musica: Mr Lordi, Kone)
9. Scarecrow – 3:57 (testo: Mr Lordi, Tracy Lipp – musica: Mr Lordi, Kone)
10. Lycantropical Island – 3:50 (testo: Mr Lordi, Tracy Lipp – musica: Mr Lordi)
11. In the Castle of Dracoolove – 4:40 (testo: Mr Lordi, Tracy Lipp – musica: Mr Lordi)
12. The SCG Awards – 1:40 (testo: Mr Lordi, Tracy Lipp, Ralph Ruiz – musica: Mr Lordi)
13. Heavengeance – 4:13 (testo: Mr Lordi, Tracy Lipp – musica: Mr Lordi)
14. End Credits – 5:15 (testo: Mr Lordi, Tracy Lipp – musica: Mr Lordi)

## Formazione
- Mr Lordi – voce, cori
- Hella – tastiera, cori
- Mana – batteria, cori
- Hiisi – basso, cori
- Kone – chitarra, cori